# Haag (Hemau)
Haag ist ein Kirchdorf in der Stadtgemeinde Hemau im Landkreis Regensburg in Bayern. Es war bis 1978 Sitz der gleichnamigen Gemeinde.

## Geschichte
Die katholische Filialkirche St. Nikolaus von 1699 ist im Kern romanisch. Die politische Gemeinde Haag entstand mit dem bayerischen Gemeindeedikt von 1818 und umfasste die Orte Haag, Eiersdorf, Eselburg, Friesenhof, Friesenmühle, Gleislmühle, Klapfenberg, Mausermühle, Pföring, Schaafhof, Schneckenhof, Wangsaß und Wollmannsdorf. Am 1. Mai 1978 wurden Haag und weitere Teile der Gemeinde nach Hemau eingemeindet. Eselburg kam zu Laaber, Friesenhof, Friesenmühle, Gleislmühle, Mausermühle und Schaafhof zu Beratzhausen.